# William Blades
Pour les articles homonymes, voir Blades.
William Blades, né le 5 décembre 1824 à Clapham et mort le 27 avril 1890 à Sutton, est un éditeur et  bibliographe britannique. À sa mort, sa bibliothèque est acquise par la St Bride Foundation et devient ainsi la première collection de la fondation. Pour abriter cette collection, l'architecte du bâtiment de la St Bride Foundation, Robert Cunningham Murray, a créé une pièce, qui est une réplique de la bibliothèque originale de Blades,.